# Critias (zoon van Dropides)
Critias (Oudgrieks: Κριτίας / Kritías), zoon van Dropides en neef van Critias, was een bekend Athener in de vroege 6e eeuw v.Chr.
Critias was ook een bloedverwant van Solon van Athene, door zijn zoon Callaeschrus grootvader van de jonge Critias, en door de dochter van zijn zoon Glauco, overgrootvader van de wijsgeer Plato. Volgens deze laatste werd het geslacht van Critias „door Anacreon, door Solon en andere dichters in gezangen aangeprezen.“ Voor de rest is er zo goed als niets over hem geweten.